# Thomas Gibson
Thomas Gibson (Charleston, 3 luglio 1962) è un attore statunitense.
È noto soprattutto per aver interpretato Greg Montgomery nella sit-com Dharma & Greg, dal 1997 al 2002, e per il ruolo di Aaron Hotchner nella serie televisiva Criminal Minds, dal 2005 al 2016.

## Biografia
Esordisce nel 1987, partecipando alla soap opera Beautiful; in seguito ha preso parte ad altre soap opera quali Così gira il mondo e Destini. Nel 1992 esordì al cinema nel film Cuori ribelli, l'anno seguente recita in La natura ambigua dell'amore e L'età dell'innocenza. Verso la metà degli anni novanta entra a far parte del mondo delle serie televisive. Dal 1994 al 1998 interpreta il dr Daniel Nyland in Chicago Hope, grazie a cui ottiene un ruolo nell'ultimo film di Stanley Kubrick, il controverso Eyes Wide Shut, mentre nel 2000 recita in I Flintstones in Viva Rock Vegas. Dal 1997 al 2002 interpreta il razionale Greg Montgomery, marito dell'esuberante Dharma (interpretata da Jenna Elfman), nella sit-com Dharma & Greg.
Dal 2005 al 2016 interpreta il ruolo dell'agente supervisore Aaron "Hotch" Hotchner nella serie Criminal Minds. L'11 agosto 2016 Gibson fu sospeso dopo due episodi della dodicesima stagione del telefilm Criminal Minds, in seguito a un alterco avvenuto sul set con lo scrittore-produttore della serie televisiva. Successivamente Gibson si è scusato per il confronto in una dichiarazione, sostenendo che la controversia sarebbe nata in seguito ad alcune divergenze creative in un episodio che Gibson stava dirigendo (avendone già diretti sei della serie dal 2013). Il giorno seguente, ABC Studios e CBS Television Studios, che co-distribuiscono Criminal Minds, rilasciarono una dichiarazione, annunciando la fine del contratto di Gibson con la serie televisiva. Fu quindi definita l'uscita del personaggio di Aaron Hotchner dalla trama della serie televisiva, dato che Gibson non girerà più alcuna scena nella serie.

## Vita privata
Nel 1993 ha sposato l'attrice Christine Parker, con la quale ha avuto tre figli, James (1999), Agatha Marie (2004) e Travis (2002). La famiglia vive a San Antonio, Texas. Gibson e sua moglie si sono separati nel 2011 e hanno aperto la pratica di divorzio nel 2014. All'inizio di febbraio 2018 il divorzio è diventato ufficiale.

## Filmografia parziale

### Cinema
- Cuori ribelli (Far and Away), regia di Ron Howard (1992)
- La natura ambigua dell'amore (Love and Human Remains), regia di Denys Arcand (1993)
- L'età dell'innocenza (The Age of Innocence), regia di Martin Scorsese (1993)
- L'ultima missione (Men of War), regia di Perry Lang (1994)
- Il tuo amico nel mio letto (Sleep with Me), regia di Rory Kelly (1994)
- Eyes Wide Shut, regia di Stanley Kubrick (1999)
- I Flintstones in Viva Rock Vegas (The Flintstones in Viva Rock Vegas), regia di Brian Levant (2000)
- Stardom, regia di Denys Arcand (2000)
- Jack the Dog, regia di Bobby Roth (2001)
- Axis, regia di Aisha Tyler (2017) - voce
- Shadow Wolves, regia di McKay Daines (2019)
- The Writer's Bible, regia di J.P. Gibson (2021)

### Televisione
- Sentieri (The Guiding Light) – soap opera, 1 puntata (1987)
- Così gira il mondo (As the World Turns) – soap opera, 3 puntate (1989)
- Destini (Another World) – soap opera (1990)
- Tales of the City, regia di Alastair Reid – miniserie TV (1993)
- Chicago Hope – serie TV, 66 episodi (1994-1998)
- Dharma & Greg – serie TV, 119 episodi (1997-2003)
- More Tales of the City – miniserie TV , 4 puntate (1998)
- L'incantesimo del manoscritto (The Lost Empire), regia di Peter MacDonald – miniserie TV (2001)
- La finestra di Vermeer (Brush with Fate), regia di Brent Shields – film TV (2003)
- Catastrofe a catena (Category 6: Day of Destruction), regia di Dick Lowry – film TV (2004)
- Criminal Minds – serie TV, 255 episodi (2005-2016)
- Due uomini e mezzo (Two and a Half Men) – serie TV, episodio 9x01 (2011)
- Hot in Cleveland - serie TV, 1 episodio (2015)

## Doppiatori italiani
Nelle versioni in italiano delle opere in cui ha recitato, Thomas Gibson è stato doppiato da:
- Andrea Ward in More Tales of the City, Stardom
- Sandro Acerbo in Cuori ribelli
- Paolo Maria Scalondro ne La natura ambigua dell'amore
- Massimiliano Virgilii in Barcelona
- Edoardo Nevola in Chicago Hope
- Giorgio Borghetti in Dharma & Greg
- Alessandro Quarta ne I Flintstones in Viva Rock Vegas
- Massimo Lodolo ne La finestra di Vermeer
- Francesco De Francesco in Due uomini e mezzo
- Francesco Prando in Catastrofe a catena
- Vittorio De Angelis in Genitori all'improvviso
- Vittorio Guerrieri in Criminal Minds
- Alessio De Filippis in The River King